# Гусельников, Денис Семёнович
Денис Семёнович Гусельников (1906—1979) — лейтенант Советской Армии, участник Великой Отечественной войны, Герой Советского Союза (1943).

## Биография
Денис Гусельников родился 11 июля 1906 года в селе Нижний Штевец (ныне — Золотухинский район Курской области) в семье крестьянина. Окончил девять классов школы, после чего работал в колхозе. В 1939—1940 годах проходил срочную службу в Рабоче-крестьянской Красной Армии. В августе 1941 года был повторно призван в армию и направлен на фронт Великой Отечественной войны. Принимал участие в боях на Брянском, Воронежском, Степном, 2-м и 3-м Украинском фронтах. Участвовал в оборонительных боях 1941 года под Курском и на Дону в 1942 году, Острогожско-Россошанской, Белгородско-Харьковской операциях, Курской битве, освобождении Полтавской и Харьковской областей. К сентябрю 1943 года гвардии старший сержант Денис Гусельников командовал орудием 196-го гвардейского артиллерийского полка 89-й гвардейской стрелковой дивизии 37-й армии Степного фронта. Отличился во время битвы за Днепр.
30 сентября 1943 года Гусельников, несмотря на массированный вражеский огонь, переправился через Днепр вместе со своим расчётом в районе села Келеберда Кременчугского района Полтавской области Украинской ССР. В бою за плацдарм на западном берегу реки он лично прямой наводкой уничтожил 4 миномёта, 3 пулемёта и большое количество солдат и офицеров противника. 1 октября 1943 года Гусельников принимал активное участие в отражении четырёх немецких контратак, уничтожив 1 танк, 3 пулемёта и несколько десятков солдат и офицеров противника. 16 октября в ходе наступления Гусельников подбил ещё 2 немецких танка.
Указом Президиума Верховного Совета СССР от 20 декабря 1943 года за «образцовое выполнение боевых заданий командования на фронте борьбы с немецкими захватчиками и проявленные при этом мужество и героизм» гвардии старший сержант Денис Гусельников был удостоен высокого звания Героя Советского Союза с вручением ордена Ленина и медали «Золотая Звезда» за номером 1457.
В дальнейшем Гусельников принимал участие в боях за Кривой Рог. В марте 1944 года он получил тяжёлое ранение. После выписки из госпиталя в июне того же года Гусельников был направлен на учёбу в Ивановское военно-политическое училище, которое окончил в июле 1945 года. В течение года служил заместителем по политической части командира дивизиона. В июле 1946 года в звании лейтенанта Гусельников был уволен в запас. Проживал в Воронеже, работал начальником службы пути треста городского транспорта Министерства коммунального хозяйства СССР. Умер 24 декабря 1979 года, похоронен в Воронеже.
Был также награждён рядом медалей.